# 兰加扎斯
兰加扎斯（希臘語：Λαγκαδάς）是希腊中马其顿大区塞萨洛尼基专区的市镇。市镇面积为1,222.7平方公里，2021年人口数量为37,022人。
现今范围的市镇设立于2011年地方政府改革中，由原7个市镇合并而成，原市镇则成为此市镇的7个市区。兰加扎斯市区（即原兰加扎斯市镇）的面积为197.411平方公里，2021年人口数量为19,339人。